# Combo Ayouba
Combo Ayouba, także Ayouba Combo (ur. ok. 1953 na wyspie Anjouan, zm. 13 czerwca 2010 w Moroni) – komoryjski polityk i wojskowy, tymczasowy prezydent Komorów od do 29 września do 2 października 1995 roku.

## Życiorys
Pracował początkowo jako policjant. W latach 80. uzyskał przeszkolenie wojskowe od francuskiego awanturnika Boba Denarda, zostając członkiem ochrony prezydenckiej. Uzyskał stopień pułkownika i służył w wojsku do śmierci. We wrześniu 1995 uczestniczył w czwartym przewrocie Denarda, który obalił prezydenta Saida Mohameda Djohara. Ayouba został koordynatorem Tymczasowego Komitetu Wojskowego. Siły francuskie obaliły go jednak już 2 października.
Został zamordowany we własnym domu w Moroni 13 czerwca 2010. Przed śmiercią otrzymywał listy z pogróżkami. Jego śmierć spowodowała zamykanie okolicznych szkół i sklepów ze strachu przed mordercami, a także sprowokowała protesty domagające się wyjaśnienia sprawy.